# Hypostomus careopinnatus
Hypostomus careopinnatus es un pequeño pez siluriforme de agua dulce del género Hypostomus de la familia Loricariidae. Esta especie, que se caracteriza por no poseer aleta adiposa, se distribuye en el centro-este de Sudamérica. Los ejemplares machos pueden llegar alcanzar los 58 mm de longitud total.

## Distribución y hábitat
Esta especie habita en la ecorregión de agua dulce Paraguay,
en cursos fluviales de aguas cálidas en el centro de Sudamérica, correspondientes a la cuenca del Plata, en la subcuenca del río Paraguay en el centro-sur de Brasil. Es endémico del estado de Mato Grosso del Sur, específicamente de afluentes del río Taquari, el que es un afluente por la margen izquierda del río Paraguay, el cual a su vez es vuelca sus aguas en el río Paraná, uno de los ríos formadores del Río de la Plata, el que finalmente desemboca en el océano Atlántico. 
Otros Hypostomus de la cuenca del Paraguay
Son numerosas las especies de loricáridos que también habitan en la cuenca del río Paraguay; centrándose solo en sus congéneres, allí también viven: Hypostomus boulengeri, H. cochliodon, H. latifrons, H. perdido, H. ternetzi , H. borellii, H. latirostris, H. variostictus, H. piratatu, H. mutucae, H. peckoltoides y H. regani.

## Taxonomía
Esta especie fue descrita originalmente en el año 2012 por los ictiólogos Fernanda de Oliveira Martins, Manoela Maria Ferreira Marinho, Francisco Langeani-Neto y Jane Piton Serra Sanches.
Etimología
Etimológicamente, Hypostomus se construye con dos palabras del idioma griego, en donde: hipo significa 'bajo' y estoma que es 'boca'. El término específico careopinnatus se construye con dos palabras en latín, en donde careo significa ‘privado de’, y pinnatus ‘con aleta’, en referencia a la ausencia de aleta adiposa.
Características diagnósticas
La característica diagnóstica de su ausencia de aleta adiposa permite diferenciar fácilmente a Hypostomus careopinnatus de todas las demás especies de Hypostomus, excepto de H. levis, de la cual se la distingue por la presencia de dientes finos y bicuspidados, con cúspide mesial más grande y redondeada, y cúspide lateral más pequeña y cónica (frente a dientes en forma de cuchara en H. levis). La pérdida de la aleta adiposa probablemente ocurrió de manera independiente tanto en H. levis como en H. careopinnatus; esta última no solo perdió la aleta adiposa, la mayoría de los especímenes también exhiben pérdida de las placas medias pre-adiposas.